# Musée hongrois d'histoire naturelle
Le Musée hongrois d'histoire naturelle (hongrois : Magyar Természettudományi Múzeum, prononcé [ˈmɒɟɒɾ ˈtɛɾmeːsɛttudomaːɲi ˈmuːzɛum]) est un musée situé à Budapest en Hongrie, fondé en 1802.

## Historique
Le musée est fondé en 1802, grâce au don d'une parti de leur collection par Ferenc Széchényi et son épouse Julianna Festetics (hu).

## Emplacement
Ce site est desservi par la station Klinikák :   et Nagyvárad tér :    24.